# Oakes Fegley

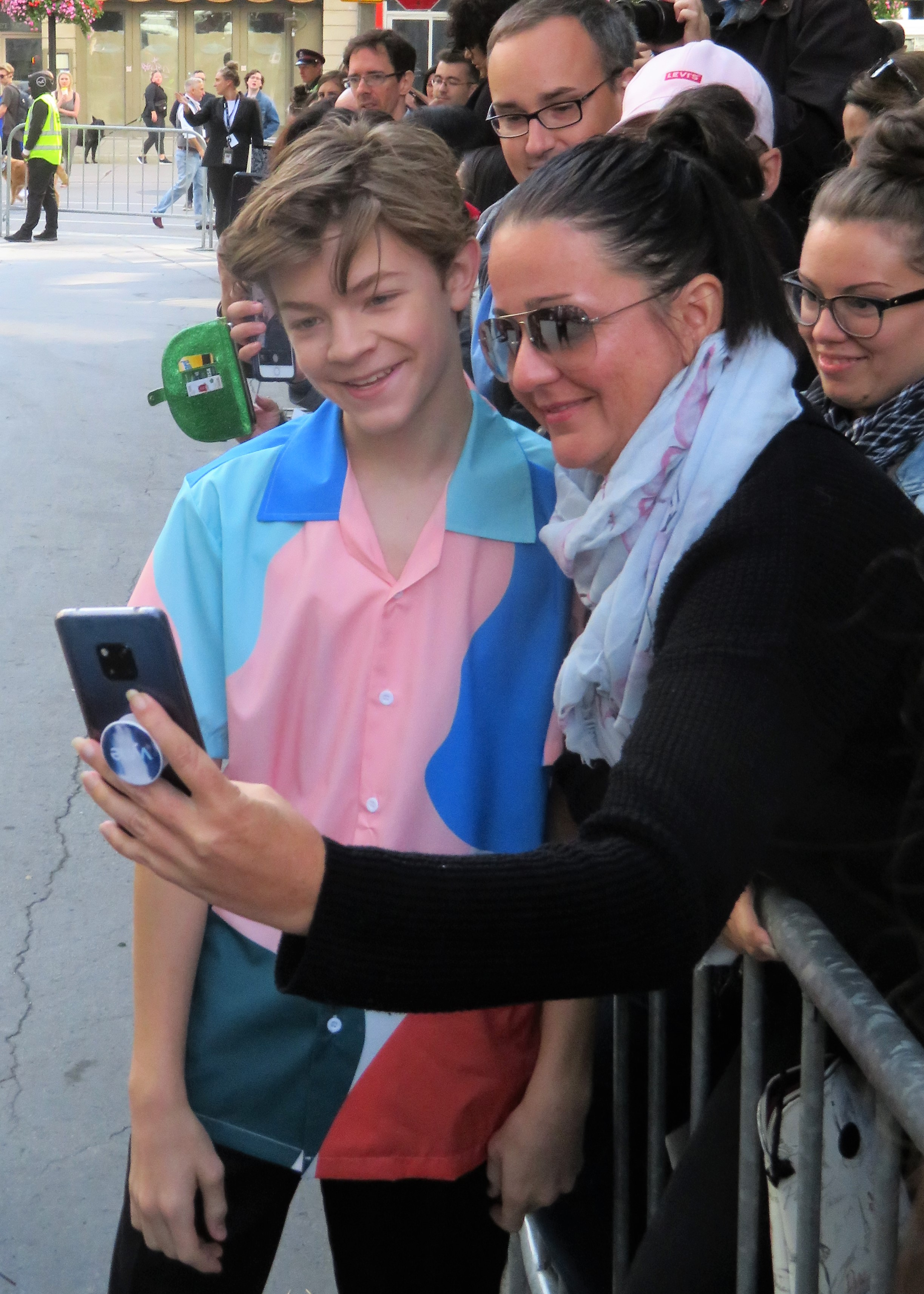
Oakes Fegley bei der Premiere von Der Distelfink im September 2019

Oakes Fegley (* 11. November 2004 in Allentown) ist ein US-amerikanischer Kinderdarsteller.

## Leben
In seiner Heimatstadt Allentown in Pennsylvania begann Fegley bereits als Kind Theater zu spielen. Seine erste Rolle war die von Tiny Tim in A Christmas Carol nach Charles Dickens. Später spielte er am Bucks County Playhouse in New Hope die Rolle von Chicken Soup im Stück Really Rosie. Ab 2013 war Fegley im Stück On Borrowed Time unter der Regie von Oscar- und Tony-Gewinner Joel Grey in der Rolle von Pud am Two River Theater in Red Bank, New Jersey zu sehen.
Sei Debüt als Filmschauspieler gab Fegley 2014 im Film Fort Bliss von Claudia Myers. Darin war er an der Seite von Michelle Monaghan und Ron Livingston in der Rolle von Paul Swann zu sehen. In der Tragikomödie Sieben verdammt lange Tage von Shawn Levy, die ebenfalls 2014 in die Kinos kam, erhielt Fegley die Rolle des jungen Judd Altman. In der Fernsehserie Boardwalk Empire übernahm Fegley die Rolle des jungen Elias Thompson. Ab 2014 war Fegley drei Folgen lang in der Krimiserie Person of Interest in der Rolle von Gabriel Hayward zu sehen. Noch im gleichen Jahr erhielt Fegley die Hauptrolle in David Lowerys Film Elliot, der Drache, wo er an der Seite von Oona Laurence und Bryce Dallas Howard einen Jungen namens Pete spielt, der einen Drachen zum Freund hat. Der Film kam im August 2016 in die Kinos.
2016 erhielt Fegley die männliche Hauptrolle in Amazons Wonderstruck, bei dem Todd Haynes Regie führte. Darin spielt er einen Jungen namens Ben. Der Film feierte im Mai 2017 in Cannes seine Premiere. Im Film The Truth About Lies, der im Januar 2018 in die US-Kinos kam, ist Fegley in der Rolle von Boy zu sehen.
Seine Eltern und seine Schwestern sind ebenfalls Schauspieler. Nach eigenen Aussagen würde Fegley gerne Elektroingenieur oder Architekt werden.

## Theaterengagements (Auswahl)
- 2013: On Borrowed Time (Regie: Joel Grey, Two River Theater in Red Bank, New Jersey)
- 2013: Really Rosie (Regie: Jed Bernstein, Bucks County Playhouse in New Hope, Pennsylvania)

## Filmografie (Auswahl)
- 2014: Fort Bliss
- 2014: Sieben verdammt lange Tage (This Is Where I Leave You)
- 2014:	Boardwalk Empire (Fernsehserie, 3 Folgen)
- 2014–2016: Person of Interest (Fernsehserie, 3 Folgen)
- 2015: Prism
- 2016: Elliot, der Drache (Pete’s Dragon)
- 2017: Wonderstruck
- 2018: Die Wahrheit über Lügen (The Truth About Lies)
- 2019: Billboard
- 2019: Der Distelfink (The Goldfinch)
- 2020: Immer Ärger mit Grandpa (The War with Grandpa)
- 2022: Die Fabelmans (The Fabelmans)
- 2024: Adam the First
- seit 2024: Dark Matter – Der Zeitenläufer (Dark Matter, Fernsehserie)

## Auszeichnungen
Young Artist Award
- 2017: Nominierung als Bester Hauptdarsteller in einem Spielfilm in der Kategorie Young Actor (Elliot, der Drache)[6]